# Бугарска комунистичка партија
Бугарска комунистичка партија (буг. Българска комунистическа партия) је била марксистичко-лењинистичка партија, која је била на власти у Бугарској од 1946. до 1990. године. БКП је била најмасовнија партија унутар бугарског Отаџбинског фронта од 1944. године.

## Историјат
Почеци партије сежу од 1903. године, када је формирана Бугарска социјалдемократска радничка партија (тесни социјалисти). Партија је настала након раскола на Десетом конгресу Бугарске социјадемократске радничке партије. Оснивач партије био је Димитар Благоев.
Партија се 1914. супротставила империјализму и Првом светском рату и подржала Октобарску револуцију. Године 1919, прикључила се Комунистичкој интернационали. Након тога је променила име у Бугарска комунистичка партија. Георги Димитров, каснији председник НР Бугарске, био је члан Централног комитета БКП све до смрти 1949. године.
Након Деветојунског преврата 1923, БКП је организовала Септембарски устанак против десничарске владе Александра Цанкова. Након гушења устанка, партија је стављена ван закона 1924. године. У белом терору који је уследио, страдало је много комуниста.
Године 1938, БКП ујединила се с Радничком партијом и променила име у Бугарска радничка партија (комуниста).
Од 1944. године, БРП (к) се испољила као најснажнија партија унутар Отаџбинског фронта. Године 1946, дошла је на власт и постала једина владајућа партија у Бугарској. Године 1948, спојила се са Бугарском радничком социјалдемократском партијом и поново променила име у Бугарска комунистичка партија.
Након Димитровљеве смрти 1949. године, нови секретар партије постао је стаљиниста Вулко Червенков. Партија је 1948. постала чланица Информбироа. У то време, у партији је била покренута чистка стварних и потенцијалних Титоиста. Године 1954, Червенков је смењен, а његово место заузео је Тодор Живков. Током његове владавине, власт је била стабилна и порастао је животни стандард. Услед промена у Источном блоку 1989, Живков је дао оставку. Партија је 1990. напустила марксизам-лењинизам, а њени чланови организовали Бугарску социјалистичку партију.

## Лидери партије
- Димитар Благоев (1903 — 1924)
- Георги Кирков
- Христо Кабакчиев
- Георги Димитров (1946 — 1949)
- Влко Червенков (1949 — 1954)
- Тодор Живков (1954 — 1989)
- Петар Младенов (1989 — 1990)